# Willemijn Mulder
Willemijn Mulder (20 de abril de 2000) es una deportista neerlandesa que compite en remo. Ganó dos medallas de bronce en el Campeonato Europeo de Remo, en los años 2024 y 2025.

## Palmarés internacional
| Campeonato Europeo | Campeonato Europeo | Campeonato Europeo | Campeonato Europeo |
| Año                | Lugar              | Medalla            | Prueba             |
| ------------------ | ------------------ | ------------------ | ------------------ |
| 2024               | Szeged (Hungría)   | Medalla de bronce  | Cuatro sin timonel |
| 2025               | Plovdiv (Bulgaria) | Medalla de bronce  | Cuatro scull       |